# Vrouwelijkheid
Vrouwelijkheid of femininiteit is een aantal eigenschappen, gedragingen en rollen die geassocieerd worden met vrouwen. 
De invulling van het begrip is relatief. Welke eigenschappen en gedragingen als vrouwelijk of meisjesachtig worden beschouwd, verschilt per cultuur. Wat men in de ene cultuur erg vrouwelijk vindt, kan in een andere cultuur of periode als onvrouwelijk worden ervaren, of deel uitmaken van het gedrag dat als mannelijk wordt bestempeld. Ook mannen en mensen met een ander gender kunnen vrouwelijke eigenschappen of vrouwelijk gedrag vertonen. Zowel vrouwelijke als mannelijke eigenschappen hebben, wordt androgynie genoemd.
In het Westen, waar genderidentiteiten traditioneel gereduceerd worden tot twee genderrollen, spelen verwachtingen over vrouwelijkheid en mannelijkheid een rol in de instandhouding van die genderdichotomie. 
Eigenschappen die in het Westen en verschillende andere culturen als vrouwelijk worden gezien, zijn zachtheid, empathie en gevoeligheid. Vrouwelijkheid krijgt vaak een normatieve invulling, onder meer voor het uiterlijk. In de westerse samenleving wordt vrouwelijkheid onder andere geassocieerd met het schoonheidsideaal van een slanke figuur, volle en ronde borsten, een smalle taille, een bleke, haarloze huid en lang hoofdhaar, al bestaan er concurrerende schoonheidsidealen. 
Feministische filosofen en theoretici zien in het concept vrouwelijkheid en de invulling ervan de hand van het patriarchaat. Zo opperde de Amerikaanse feministe Betty Friedan in 1963 dat het beeld van een vrouw als passief, kinderlijk en afhankelijk de onderwerping van vrouwen mogelijk maakte.